# Culture de Baodun
La culture de Baodun est une culture archéologique du Néolithique récent, centrée sur la plaine de Chengdu, dans la province du Sichuan, en Chine.

## Sites archéologiques
Dix sites de cette culture ont été découverts dans le Sichuan. Les six premiers trouvés sont le site type à Baodun, dans le xian de Xinjin, un site à Mangcheng, dans la ville de Dujiangyan, un site à Yufu, dans le district de Wenjiang, un site à Zizhu, près de Chongzhou, le site de Shuanghe (en), près de Chongzhou, et un site dans le xian de Pi. Tous ces sites étaient entourés par un ou deux murs d'enceinte. Le site de Baodun, découvert en 1950, est le plus grand, avec une enceinte intérieure qui entoure une superficie d'environ 66 ha. Tous les sites se trouvent situés le long de la rivière Min.

## Chronologie
La culture de Baodun s'étend d'environ 2700 à 1700 av. J.-C..

## Habitat
Les murs des maisons étaient faits de torchis et couverts de cailloux, une caractéristique unique à la culture Baodun.

## Artéfacts
La poterie de Baodun partage quelques similitudes avec celle de la culture Sanxingdui, qui lui succède dans le Sichuan à l'Âge du bronze.

## Mode de subsistance
Le site de Baodun a livré la plus ancienne trace connue de culture du millet et du riz dans le Sud-Ouest de la Chine, avec une prépondérance du riz.